# Kambała
Kambała (ros. Камбала) – rosyjski okręt podwodny typu Karp sprzed I wojny światowej, wchodzący w skład Floty Czarnomorskiej. Zatonął w kolizji w 1909 roku.

## Historia
„Kambała” (pol. flądra) należała do okrętów podwodnych typu Karp, zbudowanych dla carskiej marynarki w niemieckiej stoczni Germaniawerft. 

## Służba
W 1908 roku „Kambała” wraz z okrętami bliźniaczymi została przewieziona nad Morze Czarne koleją i weszła do służby we Flocie Czarnomorskiej.
29 maja 1909 roku (11 czerwca nowego stylu) przed północą, „Kambała” płynąc w półzanurzonym położeniu znalazła się przed Sewastopolem na kursie zespołu okrętów rosyjskich powracających z ćwiczeń, w następstwie czego została w ciemności staranowana przez pancernik „Rostisław”, po czym natychmiast zatonęła. Załoga była wewnątrz z wyjątkiem dowodzącego okrętem porucznika M. Akwiłonowa przebywającego na stanowisku w kiosku, który przekazywał komendy za pomocą rury głosowej. Pancernik przystąpił od razu do akcji ratunkowej, lokalizując okręt podwodny na głębokości 57 m przy pomocy trału spuszczonego przez łodzie okrętowe. Mimo dużej głębokości, oględzin wraku dokonał wysłany na ochotnika nurek z pancernika Konon Kuczma. Nie udało się jednak uratować 20-osobowej załogi, która utonęła podczas katastrofy wraz z naczelnikiem oddziału kapitanem II rangi N. Biełkinem. Jedynie porucznik Akwiłonow, który przebywał na stanowisku w kiosku, został uratowany przez łódź z krążownika „Pamiat’ Mierkurija”, idącego za pancernikami. Podczas dalszej akcji ratunkowej, prowadzonej przez jednostki z Sewastopola, na skutek pracy na dużej głębokości zmarł jeszcze nurek Jefim Boczkalenko z okrętu szkolnego „Bieriezan’”. Dowódca „Rostisława” kpt. II rangi A. Sapsaj został uwolniony od zarzutów spowodowania wypadku. Porucznik Akwiłonow natomiast został skazany na 6 miesięcy twierdzy i nie otrzymał już dowództwa okrętu.
Dziobowa część „Kambały” została wydobyta 8(21) września 1909 roku, a rufowa pozostała na dnie. Kiosk „Kambały” został ustawiony jako pomnik na zbiorowym grobie ofiar katastrofy w Sewastopolu.

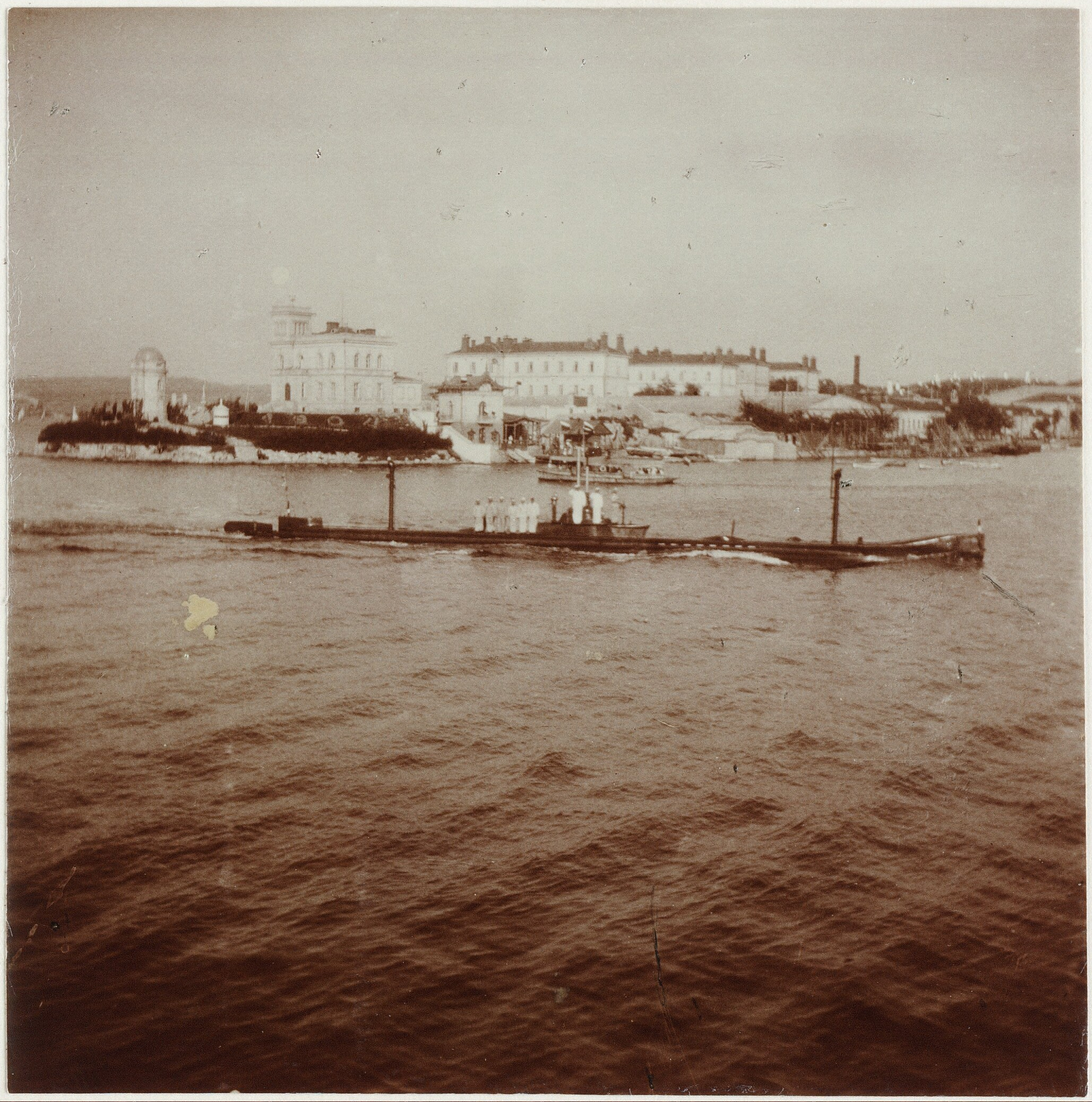
„Kambała” w Sewastopolu
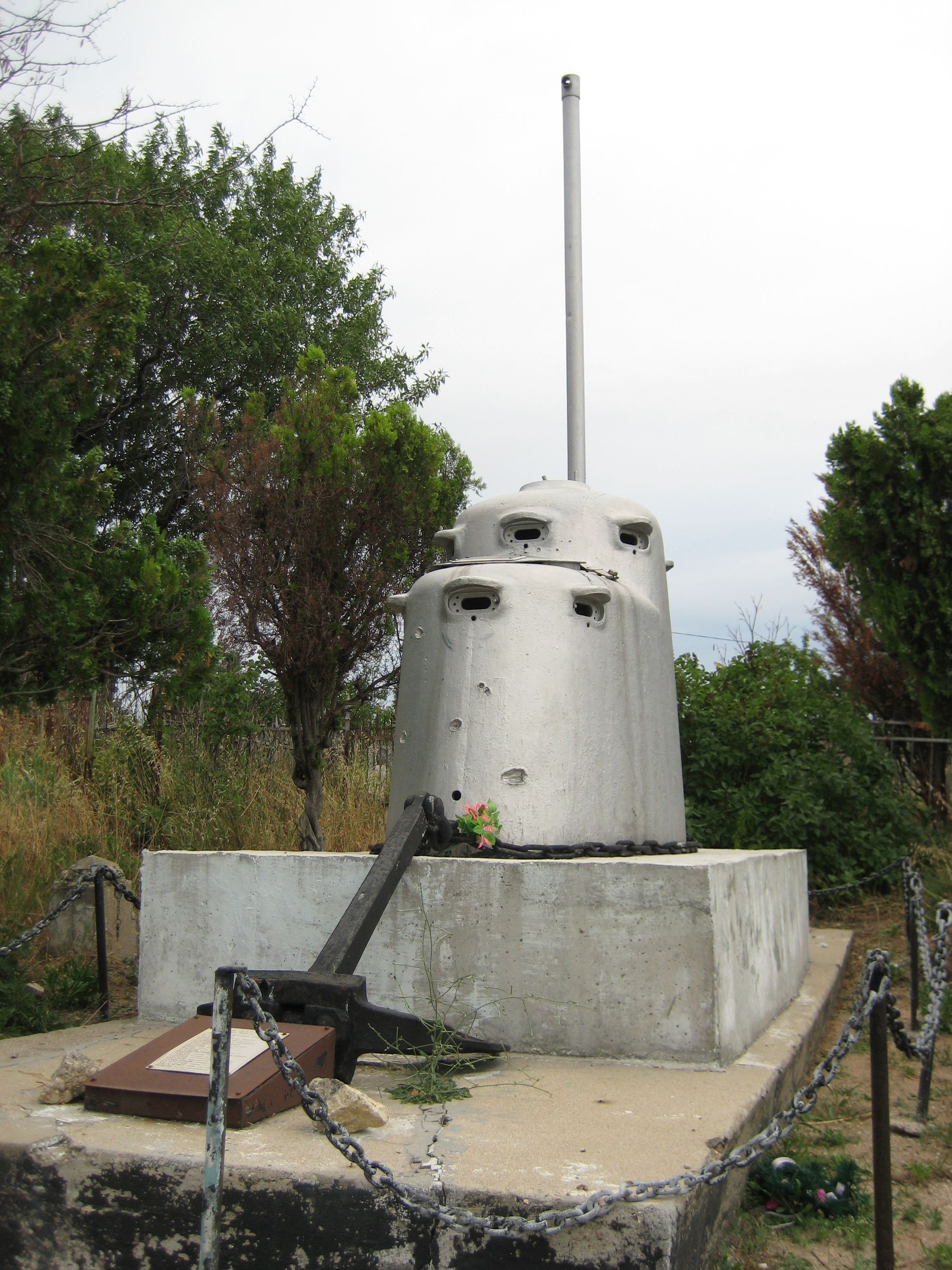
Pomnik poległych marynarzy z kioskiem „Kambały”